# Thea van Rijnsoever
Theodora Maria (Thea) van Rijnsoever (Ruwiel, 27 november 1956) is een Nederlands voormalig wielrenster. Ze gold in haar tijd als een van de besten van Nederland en was tweemaal Nederlands kampioene. 
Thea van Rijnsoever deed namens Nederland mee aan de Olympische Spelen van 1984 in Los Angeles op de individuele wegwedstrijd. Ze eindigde als 39e.
Zij kwam voor Nederland 5 maal uit op het wereldkampioenschap op de weg (beste klassering 8e in 1983) en 1 maal bij het wereldkampioenschap ploegentijdrijden (1987 4e plaats)
Na haar wielercarrière werd ze bondscoach van het Nederlandse junioren dames- en herenteam. Hierna werd zij gymdocent op RSG Broklede te Breukelen.

## Erelijst
1980
- Criterium van Zetten
- Criterium van Nieuwmoer (België)
- Criterium van Hoevelaken
- Criterium van Oisterwijk

1981
- Driedaagse van Harderwijk
- Criterium van Oisterwijk
- Criterium van Udenhout

1982
- 3e in Batavus Lenterace
- Criterium van Woerden
- Criterium van Holten
- Criterium van Ochten
- Criterium van Harderwijk
- 3e individuele achtervolging NK baan
- Criterium van 's Gravenpolder
- Criterium van Heerlerheide

1983
- Criterium van Wervik (België)
- Nederlands kampioene op de weg, Elite
- Criterium van Boxtel
- Criterium van Vriezeveen
- Driedaagse van Harderwijk
- Omloop van 't Molenheike (Diessen)
- Tweedaagse van Eenrum

1984
- 2e in Batavus Lenterace
- Omloop van 't Molenheike tijdrit
- Criterium van Ede
- Ploegentijdrit Hannover (Duitsland)
- Criterium van Goes
- Criterium van Bavel
- Ploegentijdrit in de Ronde van Noorwegen
- 2e in Chrono van Vaals
- Criterium van Sneek

1985
- Individuele klimtijdrit te Camerig Vaals
- Nederlands kampioene op de weg, Elite
- 3e in 2e etappe Grande Boucle Féminine Internationale

1986
- Batavus Lenterace
- Criterium van Graauw
- 2e in Omloop van 't Molenheike
- Individuele tijdrit in Omloop van 't Molenheike
- Criterium van Maartensdijk
- 3e in Nederlands kampioenschap wielrennen op de weg

1987
- Criterium van Sloten
- Ploegentijdrit Kollum
- Criterium van Valkenswaard
- Criterium van Scherpenzeel

## Grote rondes
| Jaar | Ronde van Italië | Ronde van Frankrijk | Ronde van Spanje |
| ---- | ---------------- | ------------------- | ---------------- |
| 1985 |                  | 49e                 |                  |
| 1986 |                  | 63e                 |                  |